# Academy of Music (Philadelphie)
Pour les articles homonymes, voir Académie (homonymie) et Academy of Music.

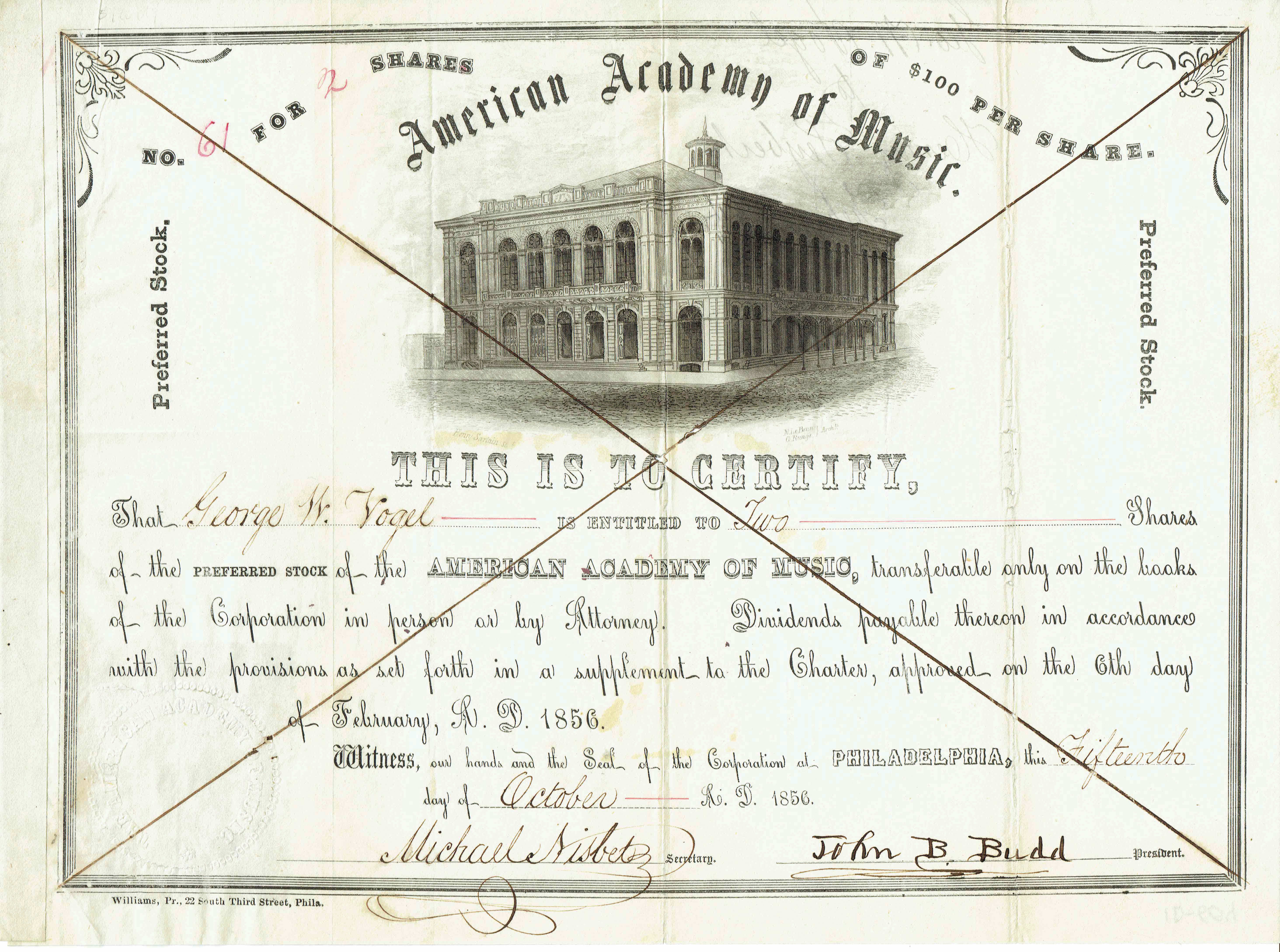
Action de l'American Academy of Music en date du 15 octobre 1856.

L'Academy of Music est une salle de concert située au 240 S. Broad Street à Philadelphie, sur la Côte est des États-Unis. Le bâtiment abrite également le plus ancien opéra du pays, encore en fonction. Le Pennsylvania Ballet et l'Opera Company of Philadelphia s'y produisent régulièrement. La salle est surnommée la « Grand Old Lady of Locust Street ». Le bâtiment, construit entre 1855 et 1857 accueil également entre 1900 et 2001 l'Orchestre de la ville. Il est classé monument historique national en 1962,. Aujourd'hui l'Orchestre de Philadelphie joue au Kimmel Center for the Performing Arts mais il est toujours propriétaire de l'Académie of Music. 
Malgré son nom, l'Académie n'a jamais connu d'école de musique en son sein. Divers concours vocaux et instrumentaux s'y sont déroulés, dont le concours Pavarotti.

## Histoire
L'Académie de musique a organisé un bal inaugural le 26 janvier 1857. À l'époque, le New York Times décrit le théâtre comme étant : « magnifiquement magnifique, brillamment éclairé, solidement construit, finement situé, magnifiquement orné », mais déplore également  que « tout ce qui manque, c'est quelques chanteurs pour en faire un lieu à part ». 
Le théâtre a eu sa première production d'opéra, et ce qui a été annoncé comme son ouverture officielle, un mois plus tard, le 25 février 1857, avec une représentation par la Compagnie d'opéra italienne Max Maretzek de Il trovatore de Verdi avec Marietta Gazzaniga dans le rôle de Leonora, Alessandro Amodio dans celui du comte de Luna, Pasquale Brignoli dans celui de Manrico, et Max Maretzek à la direction. 
Le chef d'orchestre présentait déjà des opéras à l'Academy of Music de New York et au Chestnut Street Theatre de Philadelphie depuis 1850. Il a ramené sa compagnie chaque année à l'Academy of Music de Philadelphie jusqu'en 1873. En raison de son association avec les salles de l'Academy of Music de Philadelphie et de New York, sa compagnie était parfois appelée « Academy of Music Opera Company ».

### En fonction depuis 1857
L'Academy a été utilisée sans interruption depuis 1857, accueillant de nombreux interprètes, chefs d'orchestre et compositeurs de renommée mondiale, et un nombre important de premières américaines d'œuvres du répertoire classique et d'opéra. Parmi les opéras célèbres qui y ont été créés figurent Ariadne auf Naxos de Strauss, Faust de Gounod et Der Fliegende Höllander de Wagner. En 1916, Leopold Stokowski y dirige l'Orchestre de Philadelphie pour la première américaine de la 8e Symphonie de Mahler (la Symphonie des Mille).
La liste des artistes qui se sont produits à l'Académie de musique, à partir du XXe siècle, comprend des personnalités telles que Marian Anderson, Maria Callas, Enrico Caruso, Aaron Copland, Vladimir Horowitz, Gustav Mahler, Anna Pavlova, Edith Piaf, Luciano Pavarotti, Tony Bennett (en 1962), Itzhak Perlman, Leontyne Price, Sergueï Rachmaninov, Artur Rubinstein, Isaac Stern, Richard Strauss, Igor Stravinsky, Joan Sutherland et Piotr Ilitch Tchaïkovski, entre autres. Après le déménagement de l'Orchestre de Philadelphie au Kimmel Center, le XXIe siècle a amené davantage d'artistes non classiques à l'Académie, parmi lesquels Noel Gallagher qui s'y est produit en 2011.
En dehors des événements artistiques, le bâtiment a accueilli diverses réunions publiques, dont la convention nationale républicaine de 1872. Le premier match de football en salle des États-Unis s'est probablement déroulé ici en 1889 entre l'Université de Pennsylvanie et un club de Princeton, pour un résultat nul 0-0. Pendant la saison de baseball 1895 des Philadelphia Phillies, l'Academy a offert un tableau d'affichage électronique pour tous les matchs de l'équipe. Par ailleurs, Martin Scorsese y tourne des scènes de The Age of Innocence en 1993. 

## Architecture
Les plans du bâtiment ont été dessiné par l'architecte français Napoléon Le Brun et par Gustavus Runge. Le chantier de construction débuta en 1855 et fut achevée deux ans plus tard. 